# 2352 Kurchatov
För andra betydelser, se Kurchatov.
2352 Kurchatov eller 1969 RY är en asteroid i huvudbältet som upptäcktes den 10 september 1969 av den ryska astronomen Ljudmila Tjernych vid Krims astrofysiska observatorium på Krim. Den har fått sitt namn efter fysikern Igor Kurtjatov.
Asteroiden har en diameter på ungefär 28 kilometer.